# الأردن في بطولة العالم للألعاب المائية 2013
شارك الأردن في بطولة العالم للسباحة 2013 التي أقيمت في برشلونة، إسبانيا بين 19 يوليو و4 أغسطس 2013.

## السباحة
حقق السباحون الأردنيون المعايير التأهيلية في الأحداث التالية (حتى حد أقصى 2 سباح في كل حدث بمعيار الدخول القياسي الأولى، وسباح واحد في المعيار الثانوي):
للرجال
| الرياضي      | المنافسة         | التصفيات | التصفيات | الدور قبل النهائي | الدور قبل النهائي | النهائي  | النهائي  |
| الرياضي      | المنافسة         | الزمن    | الترتيب  | الزمن             | الترتيب           | الزمن    | الترتيب  |
| ------------ | ---------------- | -------- | -------- | ----------------- | ----------------- | -------- | -------- |
| خضر بقلة     | سباق 200 متر حرة | 1:56.94  | 55       | لم يتأهل          | لم يتأهل          | لم يتأهل | لم يتأهل |
| خضر بقلة     | سباق 800 متر حرة | 8:43.13  | 33       | ---               | لم يتأهل          | لم يتأهل |          |
| أوس المعايعة | سباق 100 متر ظهر | 59.75    | 41       | لم يتأهل          | لم يتأهل          | لم يتأهل | لم يتأهل |

للنساء
| الرياضية  | الحدث             | التصفيات | التصفيات | الدور قبل النهائي | الدور قبل النهائي | النهائي  | النهائي  |
| الرياضية  | الحدث             | الوقت    | الترتيب  | الوقت             | الترتيب           | الوقت    | الترتيب  |
| --------- | ----------------- | -------- | -------- | ----------------- | ----------------- | -------- | -------- |
| ميرا شامي | سباق 50 متر فراشة | 30.42    | 48       | لم تتأهل          | لم تتأهل          | لم تتأهل | لم تتأهل |